# 名前のない女
『名前のない女』（朝鮮語: 이름 없는 여자）は2017年韓国のテレビドラマ。

## 概要
2017年4月4日から9月15日にかけてKBS2連続ドラマとして放送され、子供の命を守るため刑務所に入り自分の名前を捨てた女と我が子を守るためならどんな手段を選ばない女の葛藤を描いた作品。

## あらすじ
絵画を学ぶ高校生ソン・ヨリは美術大学に入るのを夢見ていた。しかし、父親が運転手を勤めるWIDグループ会長の息子のドナー探しに奔走する会長夫人ホン・ジウォンがヨリが適合するのを知り狙うようになる。
3年後、ヨリは殺人罪で刑務所に入り、かつての恋人だったキム・ムヨルとの子を出産する。

## 出演

### 主な人物
ソン・ヨリ/ユン・ソル：オ・ジウン
主人公。
キム・ムヨン：ソ・ジソク
ヨリの元恋人、ク・ヘジュの夫。
ク・ドチ：パク・ユンジェ
俳優、ヘジュの叔父、ク・ドヨンの異母弟。
ク・ヘジュ：チェ・ユンソ
ヨリの同級生、ク・ドチの姪、ク・ドヨンの娘。
ホン・ジウォン：ペ・ジョンオク
WIDグループ会長夫人、ヘジュの母。

### ヨリの家族・関係者
ソン・ジェホ
ヨリの父。
ソ・マルリョン
ヨリの刑務所仲間、ヨリの養母、実業家。
ユン・ギドン
マルリョンの夫、ヨリの養父、元刑事。
オリバー
元医師、現料理人。

### ク家（ヘジュの家族）
ク・ドヨン
ク・ヘソン
ク・マヤ
ク・カヤ

### キム家（ムヨルの家族）
チャン・エスク
キム・ヨルメ

## スタッフ
- 演出：キム・ミョンウク
- 脚本：シム・ウナ